# Nico Beeler
Nico Beeler (* 3. März 1993 in Jona) ist einer der erfolgreichsten aktiven Schweizer Volleyball- und Beachvolleyballspieler.

## Karriere Hallenvolleyball
Beeler begann 2005 mit dem Volleyball in der Halle zusammen mit seinem Bruder Luca beim heimischen TSV Jona. 2011 wechselte der Aussenangreifer in die NLA zu Volley Näfels, wo er sogleich Schweizer Meister wurde. In seiner vorläufig letzten Hallensaison 2014 gewann er mit seinem Team den Schweizer Pokal und wurde als MVP ausgezeichnet. Parallel dazu trainierte er die Volleyballjugend in Jona. Anschließend beendete der Sportler aus dem Kanton St. Gallen zunächst seine Aktivitäten in der Halle und konzentrierte sich auf seine Karriere im Sand.
Ab 2020 war Beeler wieder beim TSV Jona aktiv und wurde mit seinem Heimclub gleich Pokalsieger. Nach einer Spielzeit wechselte er zu Volley Schönenwerd, konnte aber seinen Erfolg aus dem Vorjahr nicht wiederholen, stand aber immerhin wieder im Pokalfinale und wurde mit dem Verein aus dem Bezirk Olten Dritter in der Schweizer Meisterschaft. Seit 2022 schmettert und baggert der Außenangreifer und Annahmespezialist wieder für Volley Näfels.

## Karriere Beachvolleyball
Beeler spielte seit 2013 Beachvolleyball und wurde gleich zum «Youngster of the Year» gewählt. 2014 war Marco Krattiger sein Partner. Beeler/Krattiger siegten auf der nationalen Coop-Beachtour in Olten und wurden im türkischen Fethiye U22-Vizeeuropameister. Ab 2015 spielte Beeler mit Alexei Strasser. Beim FIVB Open in Luzern belegten Beeler/Strasser den vierten Platz. Auf der Schweizer Tour gewannen sie 2015 in Basel und in Rorschach sowie 2016 in Locarno. Auf der FIVB World Tour 2016 belegte das Duo jeweils Platz neun beim Grand Slam in Rio de Janeiro und beim Major in Gstaad. In Vaduz traten Beeler/Strasser zu ihrem letzten gemeinsamen Turnier auf europäischer Bühne an und holten sich den Turniersieg. Im August 2016 gewann Beeler mit seinem früheren Partner Krattiger das nationale Turnier in Basel. Nach dem Erreichen der Schweizer Vizemeisterschaft in Bern im September 2016 trennten sich Beeler und Strasser.
Ab 2017 bildete Beeler wieder ein festes Duo mit Krattiger. Auf der World Tour 2017 erreichten sie zunächst neunte Plätze in Fort Lauderdale (fünf Sterne), Kisch und Xiamen (jeweils drei Sterne). Weitere Top-Ten-Ergebnisse schafften sie als Vierte in Den Haag (drei Sterne) und Neunte in Gstaad (fünf Sterne), während sie bei anderen Turnieren früh ausschieden. Auf der CEV-Turnierserie wurden sie Fünfte beim Ljubljana Masters und beim Vaduz Satellite. Bei der EM 2017 in Jūrmala schieden sie im Achtelfinal gegen Fijałek/Bryl aus. National gewannen sie die Turniere in Locarno und Basel, bevor sie in Bern Schweizer Vize-Meister wurden. Auf der World Tour 2018 wurden sie nach einigen zweistelligen Platzierungen Neunte in Luzern (drei Sterne) und Fünfte in Itapema (vier Sterne). Bei der EM in den Niederlanden erreichten sie den Viertelfinal und somit den fünften Rang. National gewannen sie die Turniere in Olten und Rorschach. Anschliessend wurden sie in Bern Schweizer Meister. Im ersten Halbjahr 2019 war der neunte Platz beim Drei-Sterne-Turnier in Kuala Lumpur ihr bestes Ergebnis. Im Juli gewannen sie dann das Drei-Sterne-Turnier in Edmonton mit einem Finalsieg gegen O’Gorman/Saxton. Bei der EM in Moskau schieden sie als Gruppenzweite in der ersten KO-Runde aus. Danach wurden sie durch eine Verletzung am Sprunggelenk gebremst und beendeten das Drei-Sterne-Turnier in Jūrmala als Neunte. 2020 beendete Beeler seine Beachvolleyball-Profikarriere.

## Privates
Beeler absolvierte an der PH Luzern eine Lehrerausbildung und engagiert sich als Sportrat in Rapperswil-Jona.